# Ваксинце
Ваксинце или Ваксинци (на македонска литературна норма: Ваксинце; на албански: Vaksinca, Ваксинца) е село в Северна Македония, в община Липково.

## География
Селото е разположено в западните поли на Скопска Църна гора в областта Жеглигово.

## История
В края на XIX век Ваксинце е албанско село в Кумановска каза на Османската империя. Според статистиката на Васил Кънчов („Македония. Етнография и статистика“) от 1900 г. Ваксинци е село, населявано от 450 жители арнаути мохамедани и 50 цигани. Според патриаршеския митрополит Фирмилиан в 1902 година във Ваксинце има 6 сръбски патриаршистки къщи.
Според преброяването от 2002 година селото има 2479 жители.
| Националност     | Всичко |
| северномакедонци | 0      |
| албанци          | 2474   |
| турци            | 0      |
| роми             | 0      |
| власи            | 0      |
| сърби            | 0      |
| бошняци          | 0      |
| други            | 5      |

## Личности
Родени във Ваксинце
- Байрам Ваксинца, албански революционер, участник в Албанското въстание (1843 – 1844)
- Бекир Сакипи, албански политик от Северна Македония
- Хамид Таки (р. 1924), югославски партизанин и политик